# ایستگاه راه‌آهن وانستید پارک
ایستگاه راه‌آهن وانستید پارک (انگلیسی: Wanstead Park railway station) یکی از ایستگاه‌های خط گاسپل اوک تا بارکینگ متروی زمینی لندن است.
این ایستگاه که در سال ۱۸۹۴ تأسیس شده در منطقه فورست گیت قرار دارد.

## نگارخانه

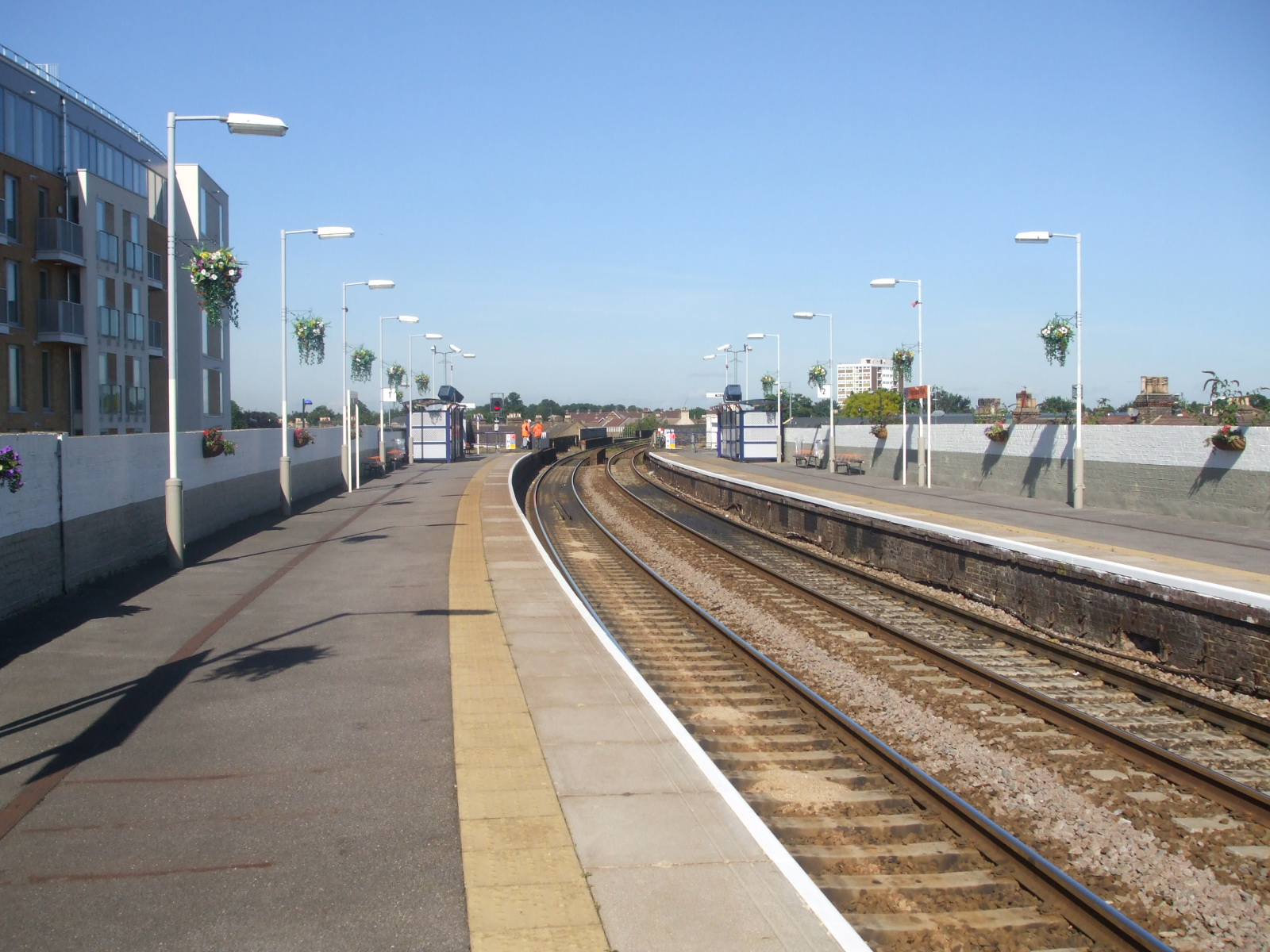
Platforms looking west
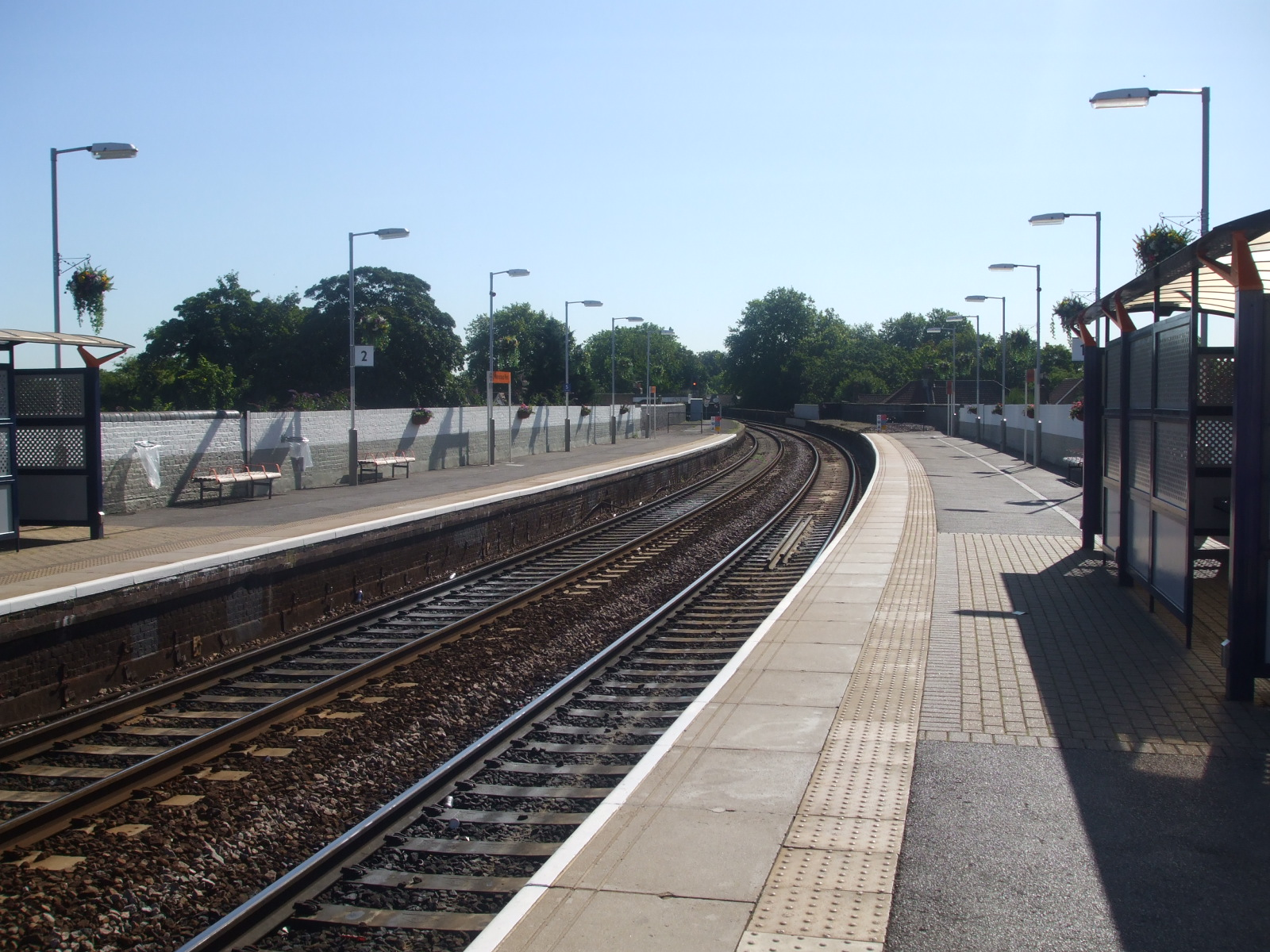
Platforms looking east
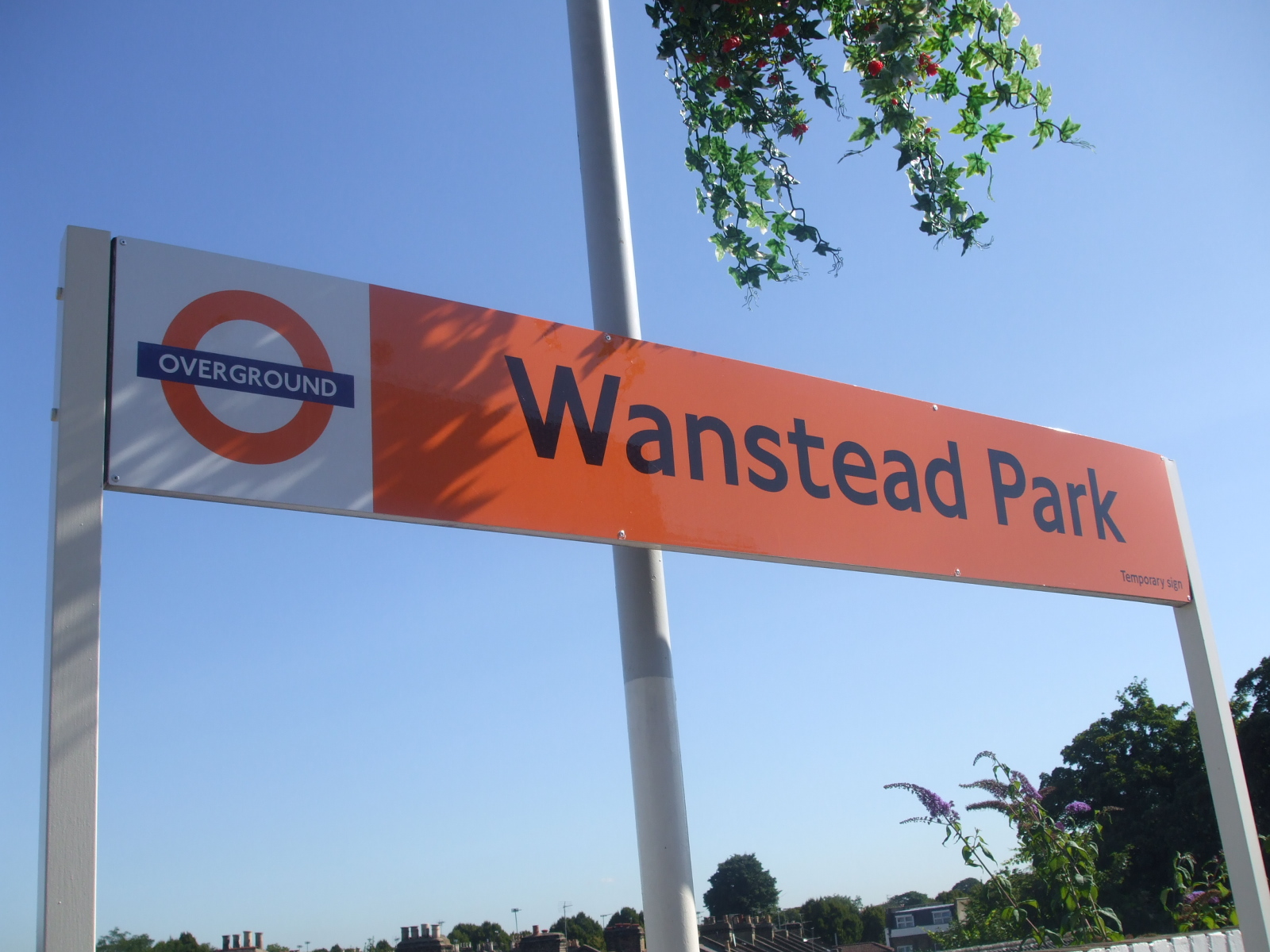
Temporary signage (as of August 2008)